# Danemark au Concours Eurovision de la chanson 1958
Le Danemark a participé au Concours Eurovision de la chanson 1958, alors appelé le Grand prix Eurovision de la chanson européenne 1958, à Hilversum, aux Pays-Bas. C'est la 2e participation danoise au Concours Eurovision de la chanson.
Le pays est représenté par Raquel Rastenni et la chanson Jeg rev et blad ud af min dagbog, sélectionnées par la Statsradiofonien.

## Sélection

### Dansk Melodi Grand Prix 1958
Le radiodiffuseur danois, la Statsradiofonien — « Radiodiffusion d'État danoise », le nom précédent de la Danmarks Radio —, organise l'édition 1958 du Melodi Grand Prix pour sélectionner l'artiste et la chanson représentant le Danemark au Concours Eurovision de la chanson 1958.
Le Dansk Melodi Grand Prix 1958, présenté par Sejr Volmer-Sørensen (en), a eu lieu le 16 février 1958 à la Maison de la Radio à Copenhague. Les participants à cette finale nationale Birthe Wilke et Gustav Winckler ont déjà représenté le Danemark l'année précédente, Birthe Wilke également seule lors de l'Eurovision 1959, l'année suivante.
Lors de cette sélection, c'est Raquel Rastenni et la chanson Jeg rev et blad ud af min dagbog qui furent choisies.

#### Finale
| Ordre | Interprète                      | Chanson                          | Traduction                           | Place |
| ----- | ------------------------------- | -------------------------------- | ------------------------------------ | ----- |
| 1     | Raquel Rastenni                 | Jeg rev et blad ud af min dagbog | J'ai arraché une page de mon journal | 1     |
| 2     | Raquel Rastenni                 | Refræn                           | Refrain                              | -     |
| 3     | Birthe Wilke et Gustav Winckler | For altid                        | Pour toujours                        | -     |
| 4     | Preben Uglebjerg (da)           | Evas lille sang                  | La petite chanson d'Ève              | -     |
| 5     | Bent Weidich (da)               | Nanina                           | -                                    | -     |
| 6     | Preben Neergaard (da)           | Mit gamle hakkebræt              | Mon vieux tympanon                   | -     |

## À l'Eurovision
Chaque pays avait un jury de dix personnes. Chaque membre du jury pouvait donner un point à sa chanson préférée.

### Points attribués par le Danemark
| 9 points | France   |
| 1 point  | Belgique |

### Points attribués au Danemark
| 10 points | 9 points | 8 points | 7 points | 6 points                    |
| --------- | -------- | -------- | -------- | --------------------------- |
|           |          |          |          |                             |
| 5 points  | 4 points | 3 points | 2 points | 1 point                     |
|           |          |          |          | - France - Pays-Bas - Suède |

Raquel Rastenni interprète Jeg rev et blad ud af min dagbog en 6e position, après la Suède et avant la Belgique. Au terme du vote final, l'Danemark termine 8e sur 10 pays avec 3 points.